# Oktober 1949
Portal Geschichte | Portal Biografien | Aktuelle Ereignisse | Jahreskalender | Tagesartikel

◄ |
19. Jahrhundert |
20. Jahrhundert
| 21. Jahrhundert

◄ |
1910er |
1920er |
1930er |
1940er
| 1950er | 1960er | 1970er | ►

◄ |
1945 |
1946 |
1947 |
1948 |
1949
| 1950 | 1951 | 1952 | 1953 | ►

◄ |
Juli 1949 |
August 1949 |
September 1949 |
Oktober 1949 |
November 1949 |
Dezember 1949 |
Januar 1950 |
►
Dieser Artikel behandelt tagesbezogene Nachrichten und Ereignisse im Oktober 1949.

## Tagesgeschehen

### Samstag, 1. Oktober 1949

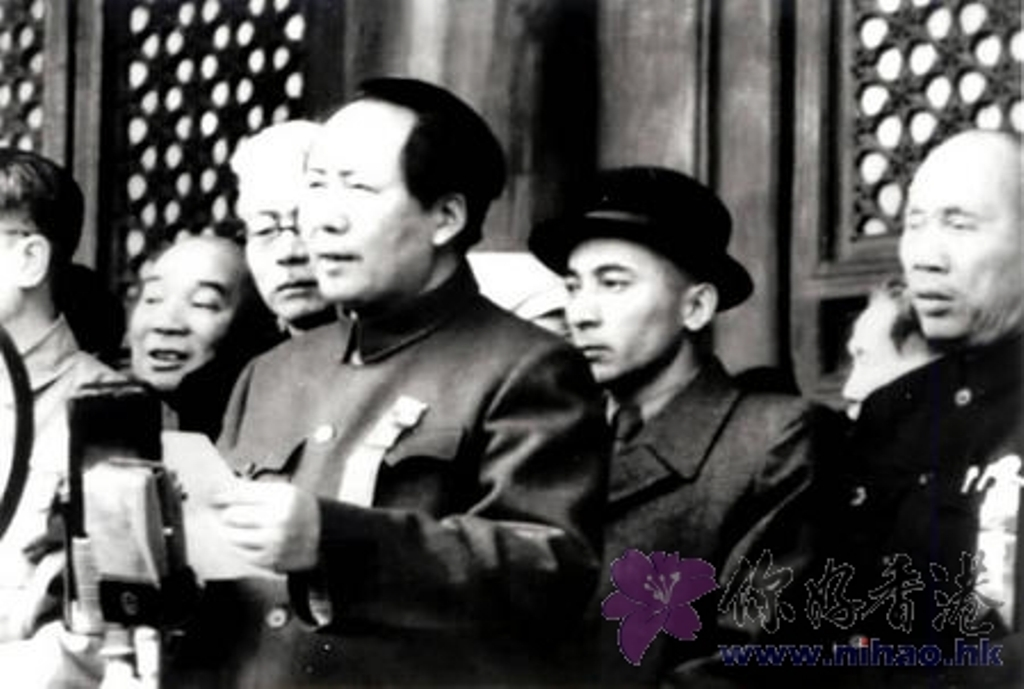
Ausrufung der Volksrepublik China

Nationalflagge der Volksrepublik China

- Düsseldorf/Deutschland: Die Mitglieder der „Gesellschaft zur Förderung des Basketballsports“ gründen den Deutschen Basketball Bund.[1]
- München/Deutschland: Im Deutschen Museum von Meisterwerken der Naturwissenschaft und Technik nimmt die Obere Bundesbehörde Deutsches Patentamt ihre Arbeit auf.[2]
- Peking/China: Mao Tsetung, Vorsitzender der Kommunistischen Partei Chinas (KPCh), verkündet die Gründung der „Volksrepublik China“. Die Partei führt außerdem eine neue Nationalflagge ein. Sie ist rot und trägt fünf Sterne – der größte der Sterne symbolisiert die KPCh.[3][4]

### Sonntag, 2. Oktober 1949
- Deutschland: Anlässlich der Feiern zum Weltfriedenstag unterbricht die Sowjetische Militäradministration in Deutschland die Blockade der Grenze zwischen der Sowjetischen Besatzungszone und der Bundesrepublik Deutschland drei Tage lang uneingeschränkt für den Personenverkehr.
- Hameln/Deutschland: Dem Nationalsozialismus zugewandte Teile der Deutschen Konservativen Partei – Deutschen Rechtspartei mit dem ehemaligen Kommandeur des Führer-Begleit-Bataillons Otto Ernst Remer an der Spitze gründen die Sozialistische Reichspartei Deutschlands.[5]

### Mittwoch, 5. Oktober 1949
- Asunción/Paraguay: Die Regierung verhängt den Belagerungszustand im gesamten Staatsgebiet.
- Paris/Frankreich: Henri Queuille von der Republikanischen, Radikalen und Radikal-sozialistischen Partei reicht bei Staatspräsident Vincent Auriol sein Gesuch um Rücktritt als Präsident des Ministerrats ein.[6]

### Donnerstag, 6. Oktober 1949

Harry S. Truman

- Washington, D.C./Vereinigte Staaten: US-Präsident Harry S. Truman unterzeichnet den Mutual Defense Assistance Act (deutsch Gesetz zur gegenseitigen Verteidigungshilfe), der das Prinzip des Nordatlantikvertrags in nationales Recht umsetzt. Alle Vertragsstaaten werden im Fall eines Angriffs auf ihr Territorium von den Vereinigten Staaten verteidigt. Ebenso werden die Vereinigten Staaten militärische Hilfe aller Vertragspartner erhalten, wenn sie auf ihrem Territorium angegriffen werden sollten.[7]

### Freitag, 7. Oktober 1949

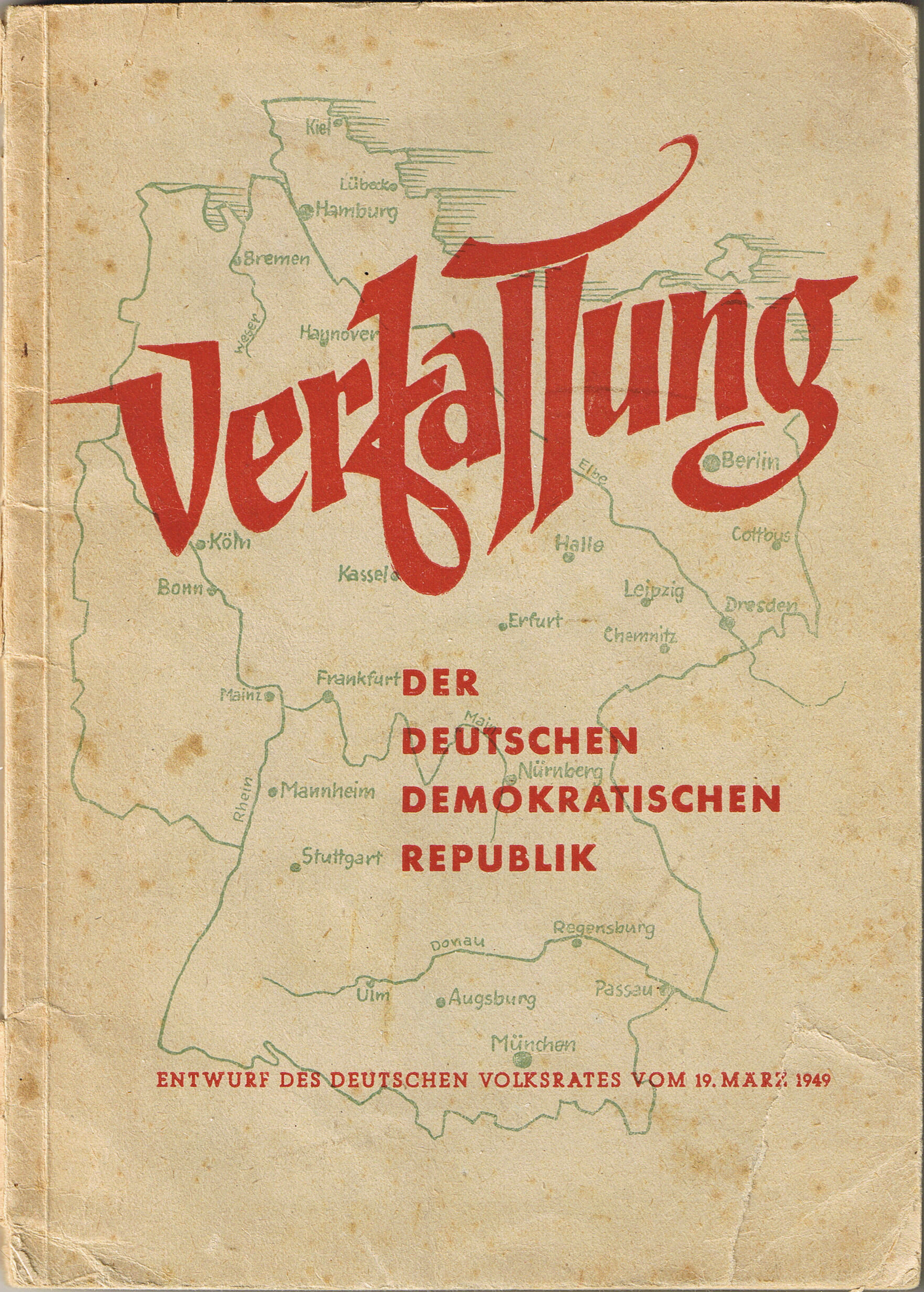
Titel des Verfassungsentwurfs der DDR vom März 1949

- Berlin/Deutschland: Der Co-Vorsitzende der SED Wilhelm Pieck verkündet die Gründung der „Deutschen Demokratischen Republik“ (DDR), indem er der Versammlung des 2. Deutschen Volksrats der Sowjetischen Besatzungszone (SBZ) das Manifest zur Nationalen Front des Demokratischen Deutschlands verliest und den Volksrat zur provisorischen Volkskammer erklärt. Diese verabschiedet im Anschluss alle notwendigen Gesetze zur Staatsgründung, u. a. wird die am 30. Mai vom Volksrat bewilligte Verfassung zur Verfassung der DDR erklärt. Die DDR ist flächengleich mit der SBZ. Deutschland ist geteilt in zwei deutsche Staaten.[8]
- Berlin/Deutschland: Die Fraktion der SED in der provisorischen Volkskammer benennt mit Otto Grotewohl den Co-Vorsitzenden der eigenen Partei als Ministerpräsident der DDR.[9]

### Samstag, 8. Oktober 1949
- Frankfurt am Main/Deutschland: Vertreter beider deutscher Staaten unterzeichnen ein Abkommen zum Interzonenhandel, das jene Waren festgelegt, die über die innerdeutsche Grenze hinweg legal gehandelt werden dürfen.[10]

### Sonntag, 9. Oktober 1949

Ergebnis der Wahl zum Nationalrat des Österreichischen Parlaments

- Tirana/Albanien: Im Griechischen Bürgerkrieg beschließt die Führung der Kommunistischen Partei Griechenlands die einseitige Einstellung der Kampfhandlungen.[11]
- Wien/Österreich: Bei der Nationalratswahl wird die ÖVP des amtierenden Bundeskanzlers Leopold Figl stimmenstärkste Partei. Die Sozialisten (SPÖ) erringen das zweitbeste Ergebnis. Anteilig entfallen auf die ÖVP 77 Mandate im Nationalrat, auf die SPÖ 67, auf die Unabhängigen 16 und auf die KPÖ fünf.[12]

### Montag, 10. Oktober 1949
- Berlin/Deutschland: In der vor drei Tagen gegründeten DDR wandelt die Sowjetunion die Sowjetische Militäradministration in Deutschland in die Sowjetische Kontrollkommission um und überträgt die Regierungsgewalt auf die Behörden der DDR. Damit ist diese, aus sowjetischer Sicht, ein eigenständiger Staat. Die Übertragung der Verwaltungsgewalt soll in den nächsten Wochen erfolgen.[13]
- Hamburg/Deutschland: Vom Flughafen Hamburg-Fuhlsbüttel startet eine Maschine zum ersten Linienflug nach New York, mit Zwischenlandungen in Irland und auf Neufundland.

### Dienstag, 11. Oktober 1949

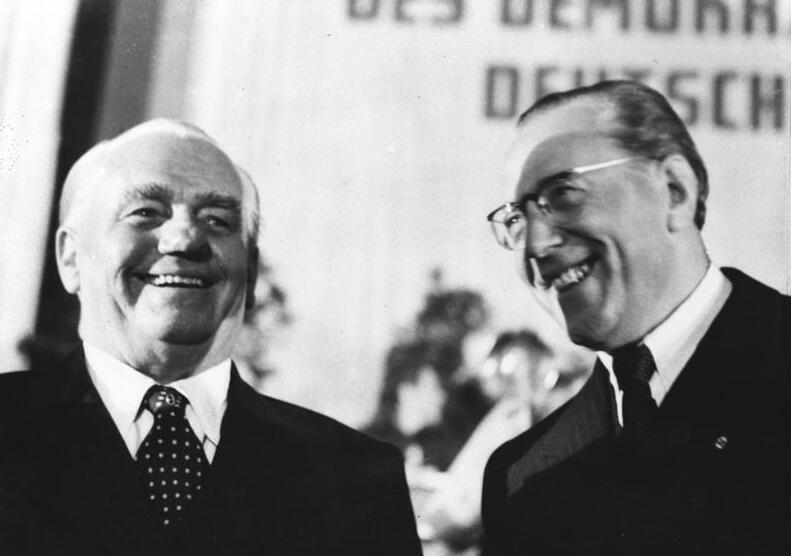
Wilhelm Pieck, Otto Grotewohl

- Berlin/Deutschland: Die provisorische Volkskammer und die Länderkammer wählen Wilhelm Pieck zum Präsidenten der DDR. Pieck ist ehemaliges Mitglied der SPD, USPD sowie KPD und heute gemeinsam mit Otto Grotewohl Vorsitzender der SED.[14]
- Bonn/Deutschland: Mit der Wahl eines geschäftsführenden Ausschusses gründen die beim Bundestag akkreditierten Journalisten den Verein Bundespressekonferenz.[15]

### Mittwoch, 12. Oktober 1949
- München/Deutschland: Auf dem Kongress der westdeutschen Gewerkschaftsverbände konstituiert sich der Deutsche Gewerkschaftsbund (DGB). Hans Böckler wird zum ersten DGB-Bundesvorsitzenden gewählt.[16][17]

### Freitag, 14. Oktober 1949
- Hamburg/Deutschland: Die auflagenstärkste Programmzeitschrift der Bundesrepublik Hörzu erscheint mit dem neuen Redaktionsmaskottchen Mecki auf dem Titel. Der fiktive Igel soll das Radioprogramm kritisch kommentieren und bleibt nach Angaben des Chefredakteurs Eduard Rhein fester Bestandteil der Publikation.[18][19]

### Montag, 17. Oktober 1949

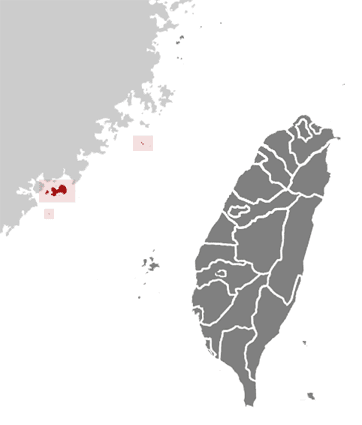
Lage der Insel Jīnmén (pink, unten links) in der Straße von Taiwan

- Xiamen/China: Die Volksbefreiungsarmee erobert im 23. Jahr des Bürgerkriegs die Hafenstadt Xiamen im Südosten des Landes. Ihr steht nun die Eroberung der Insel Jīnmén bevor, auf die sich die Kämpfer der anti-kommunistischen Nationalen Volkspartei Chinas zurückzogen. Für den Angriff stehen der Volksarmee 150.000 Kämpfer zur Verfügung.

### Dienstag, 18. Oktober 1949
- Warschau/Polen: Die Volksrepublik Polen erkennt die Deutsche Demokratische Republik als souveränen Staat an.[20]

### Mittwoch, 19. Oktober 1949

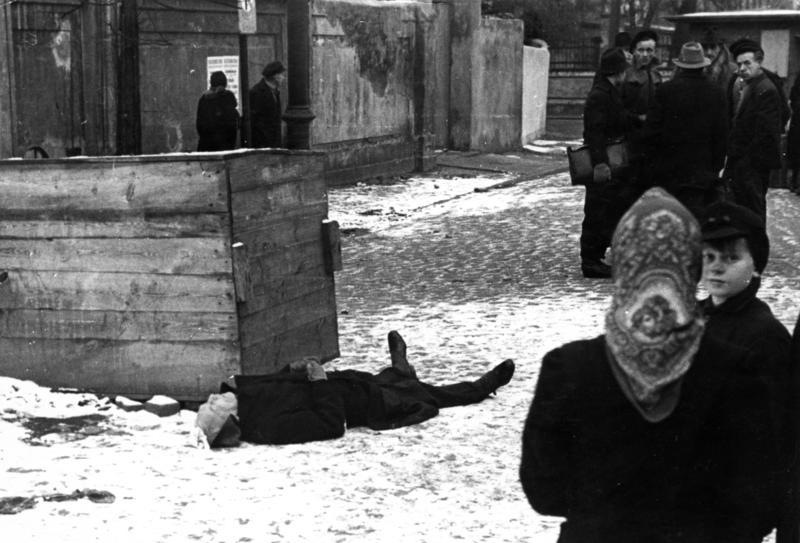
Im Winter 1948/49 wegen Mangelernährung kollabierte Person in Düsseldorf

- Bonn/Deutschland: Der Bundesminister für Ernährung und Landwirtschaft Wilhelm Niklas (CSU) teilt mit, in welcher Größenordnung die Lebensmittelimporte in die Bundesrepublik im Wirtschaftsjahr 1949/50 nach Ansicht des Ministeriums ausfallen müssen. Der Staat rechnet u. a. mit der Einfuhr von 9,4 Millionen t Getreide und 410.000 t Fetten.
- Köln/Deutschland: Vertreter von 32 Wirtschaftsverbänden der Bundesrepublik gründen den Ausschuss für Wirtschaftsfragen der industriellen Verbände. Anschließend gibt es einen Empfang, auf dem u. a. der Bundesminister für Wirtschaft Ludwig Erhard (CSU) zugegen ist.[21]

### Donnerstag, 20. Oktober 1949

Strichcode

- Japan: Die US-amerikanischen und internationalen Gerichte stellen die Verfahren gegen japanische Kriegsverbrecher ein.
- Vereinigte Staaten: Norman Joseph Woodland und Bernard Silver reichen beim Patentamt ein Verfahren ein, bei dem Informationen in binärer Verschlüsselung als unterschiedlich breite Balken abgebildet werden. Die Daten werden später von dem ebenfalls eingereichten optischen Lesegerät erfasst und entschlüsselt.[22]

### Freitag, 21. Oktober 1949

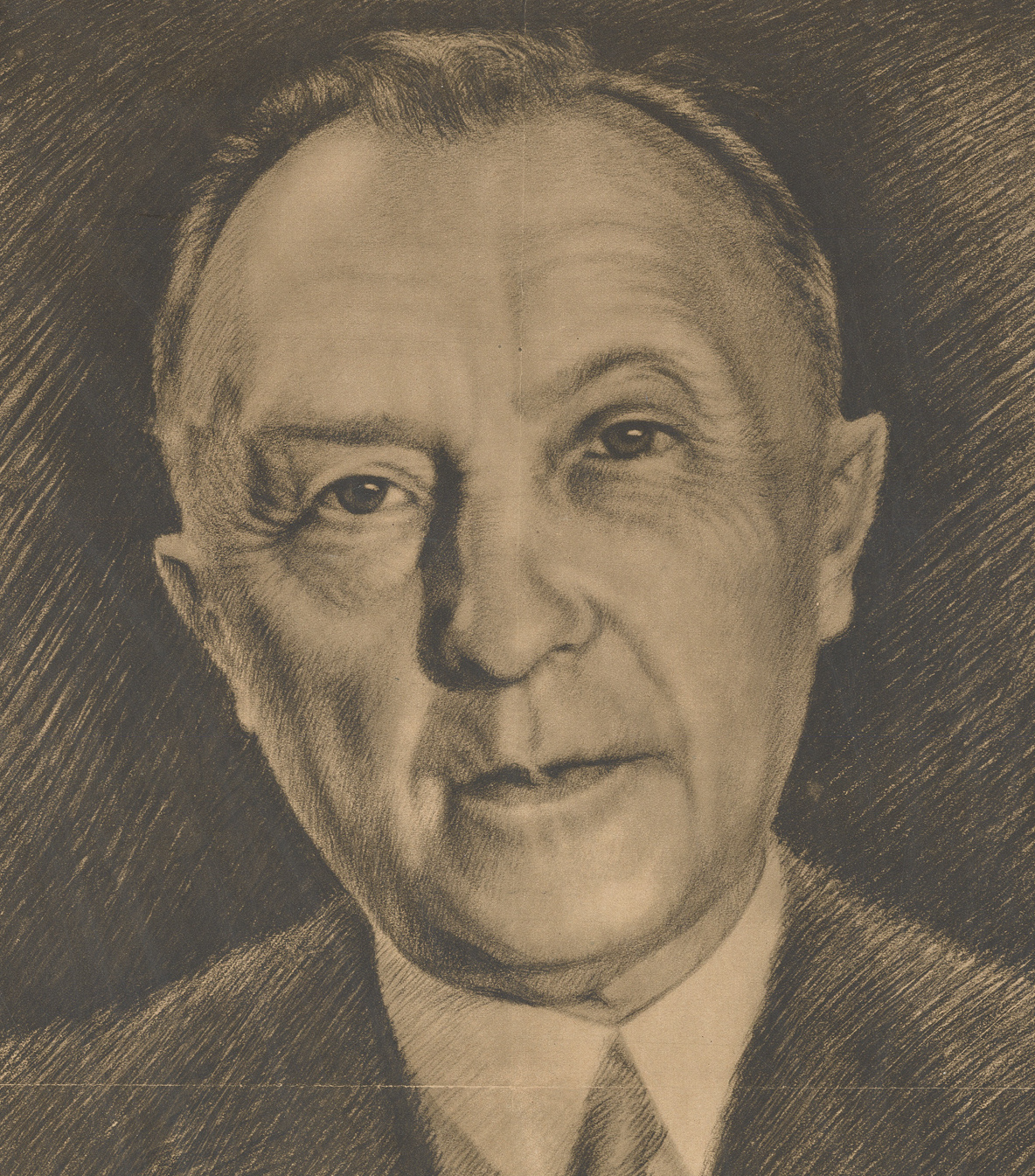
Konrad Adenauer

- Bonn/Deutschland: Im Bundestag formuliert Bundeskanzler Konrad Adenauer (CDU) ein Alleinvertretungsrecht der Bundesrepublik für das „deutsche Volks“, da die BRD die alleinige demokratisch „legitimierte staatliche Organisation“ in Deutschland verkörpere. Die Deutsche Demokratische Republik, die er namentlich nicht erwähnt, werde von der Bevölkerung „in der Sowjetzone“ nicht mitgetragen.[23]

### Sonntag, 23. Oktober 1949
- Wien/Österreich: In Österreich beginnt die erste Runde der Toto-Wetten auf Fußballergebnisse mit zwölf Begegnungen der Staatsliga A.[24]

### Montag, 24. Oktober 1949
- Bonn/Deutschland: Nach Angaben des Bundesministers für Vertriebene, Flüchtlinge und Kriegsgeschädigte Hans Lukaschek (CDU) kommen täglich mehr als 1.000 Flüchtlinge aus der DDR in die Bundesrepublik.
- New York/Vereinigte Staaten: Der Generalsekretär der Vereinten Nationen (UN) Trygve Lie legt den Grundstein für das neue UN-Hauptquartier am East River.

### Mittwoch, 26. Oktober 1949
- Berlin/Deutschland: In einem Artikel in der SED-Parteizeitung Neues Deutschland lädt der Präsident der DDR Wilhelm Pieck die Bundesregierung dazu ein, Verhandlungen über die Einheit Deutschlands aufzunehmen.
- Ludwigshafen am Rhein/Deutschland: Die Arbeitsgemeinschaft der 79 Industrie- und Handelskammern der Bundesrepublik schließen sich zum Verin Deutscher Industrie- und Handelstag zusammen. 14 Jahre zuvor wurde der Vorgängerverein durch seine Eingliederung in die Reichswirtschaftskammer des Deutschen Reichs de facto handlungsunfähig.

### Freitag, 28. Oktober 1949
- Paris/Frankreich: Der Gründer der Partei Bewegung der Volksrepublikaner Georges Bidault wird Nachfolger von Henri Queuille von der Republikanischen, Radikalen und Radikal-sozialistischen Partei als Präsident des Ministerrats.

### Sonntag, 30. Oktober 1949

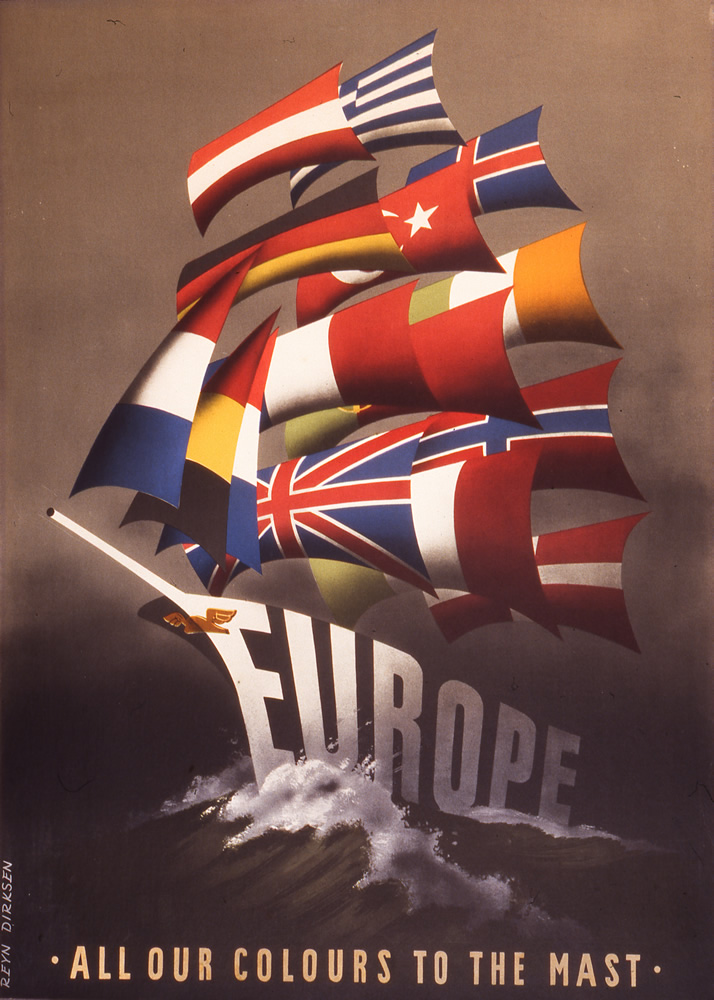
US-Poster zum Marshallplan (1947)

- Brüssel/Belgien: Die Bundesrepublik Deutschland wird in den Europäischen Wirtschaftsrat aufgenommen, in dem die Entscheidungen über die Verteilung der US-amerikanischen Wiederaufbauhilfe für Europa nach dem Marshallplan fallen.

### Montag, 31. Oktober 1949
- Bonn/Deutschland: Bonn wird besatzungsfreie Zone. Die Belgischen Streitkräfte in Deutschland verlegen ihr Hauptquartier vom Bonner Palais Schaumburg nach Köln.

## Weblinks

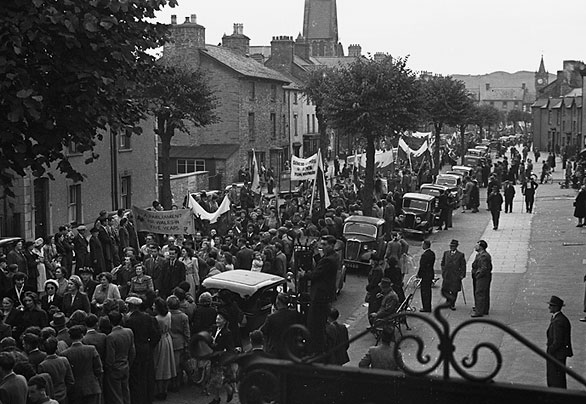
Wales im Oktober 1949